# 건구 온도
건구 온도(Dry-bulb temperature, DBT)는 공기에 자유롭게 노출되지만 방사선으로부터 보호되는 온도계로 측정한 공기 온도이다. DBT는 일반적으로 공기 온도라고 생각되는 온도이며 실제 열역학 온도이다. 이는 공기 분자의 평균 운동 에너지에 정비례한다. 온도는 일반적으로 섭씨(°C), 켈빈(K) 또는 화씨(°F) 단위로 측정된다. 켈빈으로 표현하면 기호 Ta가 되고, 섭씨나 화씨로 표현되면 기호는 ta가 된다. 건구 온도를 측정할 때 센서가 인접한 열원의 복사에 노출되지 않도록 주의해야 한다.
습구 온도와 달리 건구 온도는 공기 중 수분의 양을 나타내지 않는다. DBT는 열 쾌적성 계산을 위한 주요 입력 중 하나이다. DBT는 건습구 측정 차트의 가로축인 건습구 측정에서 중요한 변수이다.

## 같이 보기
- 습공기선도
- 습도계